# 梵浄山

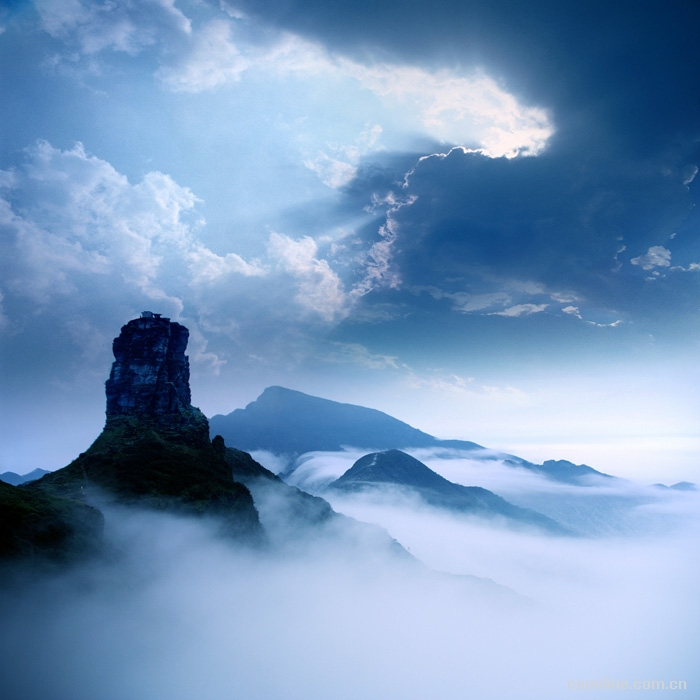
新金頂

梵浄山（ぼんじょうさん、Fanjingshan）は中国の少数民族が多く住む地域である貴州省に位置している変成岩の山で、周辺のカルスト地域に浮かぶ島のような独特な生物相が存在する。貴州省銅仁市にあり、印江県、江口県、松桃県の境目にある。武陵山脈の主峰で、最高点の鳳凰山の標高は2,572 mにも及ぶ。モンスーン気候に属する梵浄山は「貴州第一名山」「武陵第一峰」とも呼ばれ、原始林が茂り、生態も保護されており、1986年にユネスコから生物圏保護区に指定された。2018年7月2日、バーレーンのマナマで行われた第42回世界遺産委員会において世界自然遺産に登録された。梵浄山にはナガエブナ、テリハブナ、シナブナの3種のブナ属の樹木からなる大規模なブナ林の原生林があり、コケ植物、裸子植物、無脊椎動物の種の多様性も高い。山にはハンカチノキ、ブレッシュネイデラ・シネンシス、チュウゴクオオサンショウウオ、オナガキジ、コビトジャコウジカ、ウンピョウ、ツキノワグマなど、第三紀に起源を持つ古代種や残存種を含む多くの貴重な動植物が生息しており、特にハイイロシシバナザル（キンシコウの仲間、別名キシュウシシバナザル）とモミ属のAbies fanjingshanensisはこのエリアでしか見られない。
また、梵浄山は中国の5A級観光地（2018年認定）にも指定されている。特に中国十大仏教名山の一つになっており、弥勒菩薩の聖地としては有名である。明清の時代から、弥勒と梵浄山の伝説は現地の人々に広く伝わっている。古人が建てた金頂顛峰には釈迦と弥勒の両殿があり、梵浄山仏教の象徴的存在となっている。明代の「勅賜碑」の中には、弥勒と梵浄山にまつわる記載が残っており、「無辺法界、極楽天宮」と称している。明の万暦帝時代と清の康熙帝時代には梵浄山という名が与えられ、官は梵浄山の保護が求められた。梵浄山の新金頂、老金頂の付近では不思議な光と影が見られるとして、古人たちはこれを弥勒菩薩の出現として崇めた。
西路朝山古道にある「拝仏台」から梵浄山を眺めると三体の弥勒菩薩像が見られるという。新金頂は坐像の弥勒菩薩像であり、老金頂はキンシコウが弥勒菩薩像を崇める姿である。そして最後は主な峰を合わせて見ると横になった弥勒菩薩像に見えるのだそうだ。貴州で著名な作家であった張克は梵浄山を訪れた際、数百里離れた印江県弥陀寺から梵浄山を眺めた際、同じように金頂に巨大な弥勒菩薩像を見ることができることに気がついたという。

## 登録基準
この世界遺産は世界遺産登録基準のうち、以下の条件を満たし、登録された（以下の基準は世界遺産センター公表の登録基準からの翻訳、引用である）。
- (10) 生物多様性の本来的保全にとって、もっとも重要かつ意義深い自然生息地を含んでいるもの。これには科学上または保全上の観点から、すぐれて普遍的価値を持つ絶滅の恐れのある種の生息地などが含まれる。